# Poletna liga Rudi Hiti 2012
Poletna liga Rudi Hiti 2012 je dvajseti turnir Poletna liga Rudi Hiti, ki je potekal med 16. in 19. avgustom 2012 v Ledeni dvorani na Bledu v konkurenci klubov EC VSV, Telemach Olimpija, Acroni Jesenice, North America United, KHL Medveščak in Stavanger Oilers. Prvič je na turnirju zmagal Medveščak.

## Skupina A
| 16. avgust 2012 | Stavanger Oilers | 3:6 | KHL Medveščak | Ledena dvorana, Bled |

| Poročilo tekme | Poročilo tekme | Poročilo tekme  | Poročilo tekme | Poročilo tekme |
| -------------- | -------------- | --------------- | -------------- | -------------- |
| Začetek: 16:00 |                | (1:0, 2:2, 3:1) |                |                |

| 17. avgust 2012 | Stavanger Oilers | 2:4 | EC VSV | Ledena dvorana, Bled |

| Poročilo tekme | Poročilo tekme | Poročilo tekme  | Poročilo tekme | Poročilo tekme |
| -------------- | -------------- | --------------- | -------------- | -------------- |
| Začetek: 16:00 |                | (1:0, 1:1, 0:3) |                |                |

| 18. avgust 2012 | EC VSV | 2:3 | KHL Medveščak | Ledena dvorana, Bled |

| Poročilo tekme | Poročilo tekme | Poročilo tekme  | Poročilo tekme | Poročilo tekme |
| -------------- | -------------- | --------------- | -------------- | -------------- |
| Začetek: 19:30 |                | (2:2, 0:1, 0:0) |                |                |

## Skupina B
| 16. avgust 2012 | Acroni Jesenice | 4:3 | North America United | Ledena dvorana, Bled |

| Poročilo tekme | Poročilo tekme | Poročilo tekme  | Poročilo tekme | Poročilo tekme |
| -------------- | -------------- | --------------- | -------------- | -------------- |
| Začetek: 19:30 |                | (0:0, 3:0, 1:3) |                |                |

| 17. avgust 2012 | Acroni Jesenice | 3:1 | Telemach Olimpija | Ledena dvorana, Bled |

| Poročilo tekme | Poročilo tekme | Poročilo tekme  | Poročilo tekme | Poročilo tekme |
| -------------- | -------------- | --------------- | -------------- | -------------- |
| Začetek: 19:30 |                | (0:1, 2:0, 1:0) |                |                |

| 18. avgust 2012 | Telemach Olimpija | 6:0 | North America United | Ledena dvorana, Bled |

| Poročilo tekme | Poročilo tekme | Poročilo tekme  | Poročilo tekme | Poročilo tekme |
| -------------- | -------------- | --------------- | -------------- | -------------- |
| Začetek: 16:00 |                | (1:0, 3:0, 2:0) |                |                |

## Končnica

### Za peto mesto
| 19. avgust 2012 | Stavanger Oilers | 10:2 | North America United | Ledena dvorana, Bled |

| Poročilo tekme | Poročilo tekme | Poročilo tekme  | Poročilo tekme | Poročilo tekme |
| -------------- | -------------- | --------------- | -------------- | -------------- |
| Začetek: 13:00 |                | (0:1, 6:1, 4:0) |                |                |

### Za tretje mesto
| 19. avgust 2012 | Telemach Olimpija | 2:3 (KS) | EC VSV | Ledena dvorana, Bled |

| Poročilo tekme | Poročilo tekme        | Poročilo tekme  | Poročilo tekme                | Poročilo tekme |
| -------------- | --------------------- | --------------- | ----------------------------- | -------------- |
| Začetek: 16:00 | Thomas 10 Ž. Pance 56 | (1:0, 0:1, 1:1) | 31 Hughes 49 Taylor 65 Taylor |                |

### Finale
| 19. avgust 2012 | KHL Medveščak | 2:1 | Acroni Jesenice | Ledena dvorana, Bled |

| Poročilo tekme | Poročilo tekme | Poročilo tekme  | Poročilo tekme      | Poročilo tekme |
| -------------- | -------------- | --------------- | ------------------- | -------------- |
| Začetek: 19:30 | Kuralt 34      | (0:0, 1:1, 1:0) | 40 Miller 51 Miller | Gledalci: 650  |